# Теннисон, Мэтт
Мэ́ттью То́мас Те́ннисон (англ. Matthew Thomas Tennyson; 23 апреля 1990, Миннеаполис, Миннесота, США) — профессиональный американский хоккеист, защитник клуба НХЛ «Нэшвилл Предаторз».

## Клубная карьера

### Юниорская карьера
Будучи незадрафтованным в НХЛ, Теннисон учился в Университете Западного Мичигана, где отыграл три сезона с «Western Michigan Broncos» из первого дивизиона NCAA.

### Профессиональная карьера

#### Сан-Хосе Шаркс
30 марта 2012 года Теннисон подписал двухлетний контракт начального уровня с хорошо знакомым ему по юношеству «Сан-Хосе Шаркс», в системе которого он обучался. Мэтт сразу же присоединился к «Вустер Шаркс» в конце их сезона 2011/12.
1 апреля 2013 года Теннисон провёл первый матч в НХЛ против «Ванкувер Кэнакс», в котором набрал своё первое очко, отметившись результативной передачей. Теннисон стал первым игроком молодёжной хоккейной программы «Сан-Хосе Джуниор Шаркс», сыгравшим в НХЛ. Сезон 2013/14 полностью провёл в АХЛ.
18 декабря 2014 года забросил свою первую шайбу в НХЛ в матче против «Эдмонтон Ойлерз». В сезоне 2014/15 провёл 27 встреч за «Шаркс» и набрал 8 (2+6) очков.

#### Каролина Харрикейнз
3 июля 2016 года Теннисон в качестве свободного агента подписал однолетний двусторонний контракт с «Каролиной Харрикейнз». В начале сезона 2016/17 он был отправлен в их филиал АХЛ «Шарлотт Чекерс», где был ассистентом капитана, но был отозван оттуда после того, как набрал 7 очков в 9 играх, и остался в «Харрикейнз» до конца сезона. В сезоне 2016/17 он установил личный рекорд по проведённым матчам за сезон (45) в НХЛ, а также отметился шестью результативными передачами.

#### Баффало Сейбрз
1 июля 2017 года Теннисон подписал двухлетний контракт с последним годом на односторонней основе с «Баффало Сейбрз». 30 ноября «Сейбрз» отказались от прав Теннисона после 14 игр подряд без очков и выставили его на драфт отказов. Он остался невостребованным и был переведён в филиал АХЛ «Рочестер Американс». В сезоне 2018/19 Теннисон вновь провёл большую часть сезона в АХЛ, где был ассистентом капитана.

#### Нью-Джерси Девилз
1 июля 2019 года Теннисон покинул «Сейбрз» в качестве свободного агента и подписал двухлетний двусторонний контракт с «Нью-Джерси Девилз». На начальных этапах сезона 2019/20, 11 октября, Теннисон был вызван из клуба АХЛ «Бингемтон Девилз» в состав основной команды вместо Энди Грина, который был внесён в список травмированных из-за травмы верхней части тела.
В общей сумме за 2 сезона, проведённых в «Девилз», сыграл за них 41 матч и набрал 6 (1+5) очков.

#### Нэшвилл Предаторз
28 июля 2021 года Теннисон в качестве свободного агента подписал двухлетний двусторонний контракт с «Нэшвилл Предаторз». Сезон 2021/22 начал в фарм-клубе «хищников» в «Милуоки Эдмиралс», где был назначен ассистентом капитана. Но в январе 2022 года, после попадания нескольких игроков обороны «Нэшвилла» в COVID-протокол, а также неудовлетворительной игры других защитников, Теннисон был вызван в стан основной команды, которой руководил хорошо ему знакомый по «Девилз» Джон Хайнс. 20 января 2022 Теннисон провёл первый матч в составе «Предаторз», где отметился результативной передачей. В следующем матче Теннисон и вовсе отдал 2 результативные передачи в игре против «Детройт Ред Уингз».

## Международная карьера
В 2021 году на Чемпионате мира в Латвии провёл 10 игр в составе сборной США, набрав 4 (2+2) очка и став бронзовым призёром.

## Личная жизнь
Теннисон — сын Тома и Энн Теннисон, родился 23 апреля 1990 года в Миннеаполисе. В 2008 году Теннисон окончил высшую школу Амадор-Вэлли в Плезантоне, Калифорния.

## Награды и достижения
| Достижения              | Сезон   |        |
| ----------------------- | ------- | ------ |
| Вторая команда All-CCHA | 2011–12 | [ 12 ] |